# Hofanlage Mahlen 4

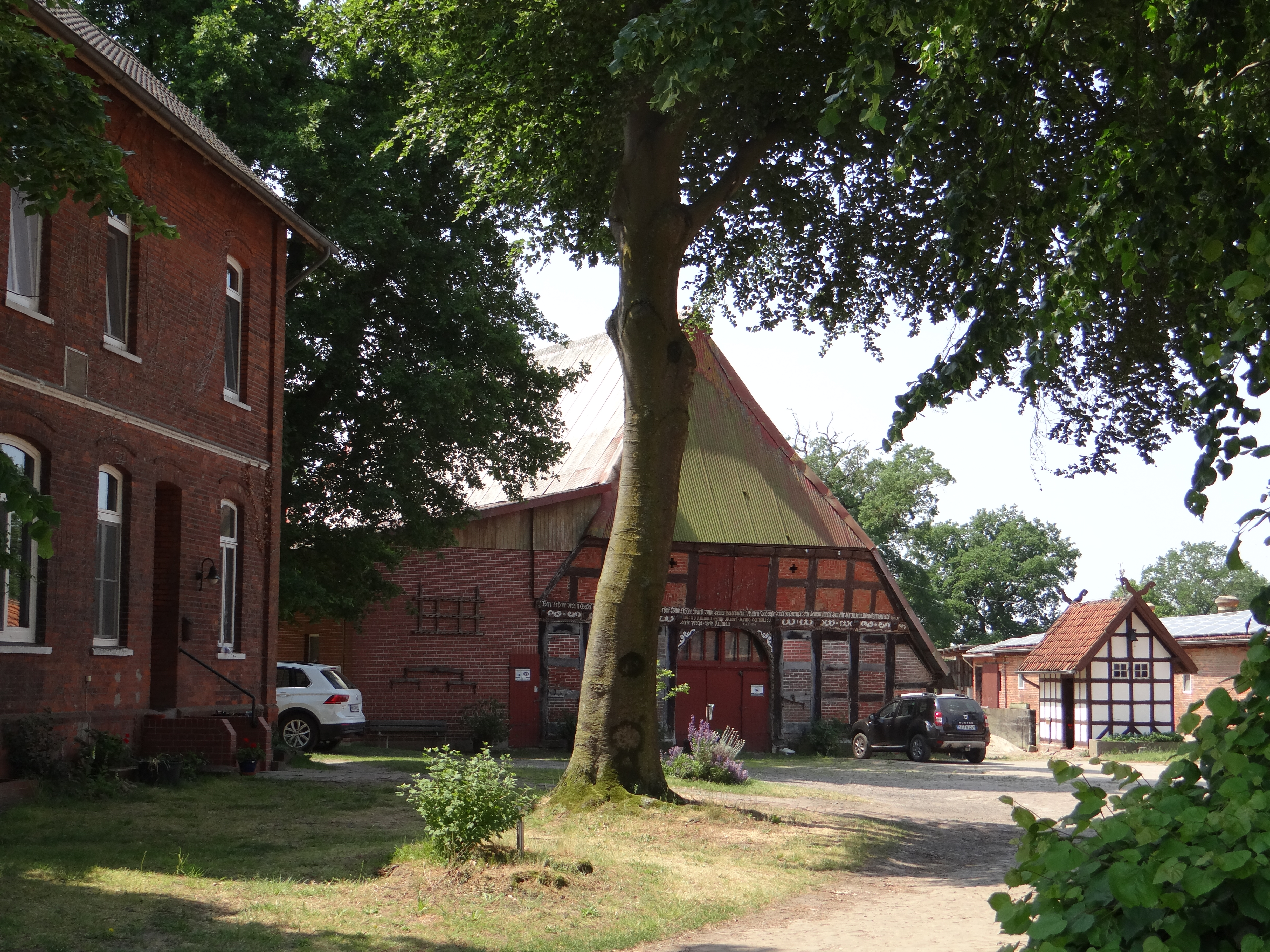
Wohn-/Wirtschaftsgebäude

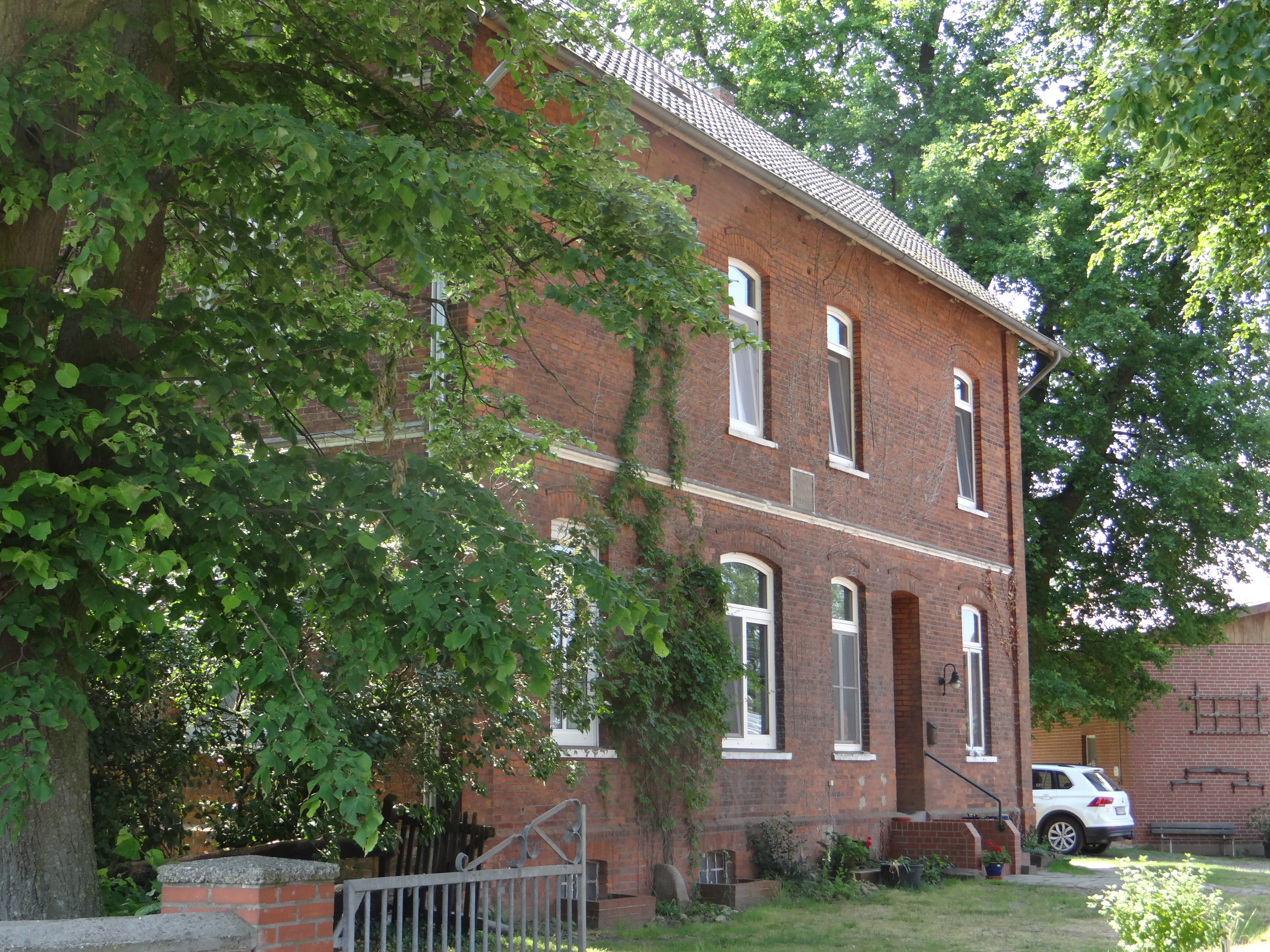
Wohnhaus

Die Hofanlage Mahlen 4 in Eystrup, in der niedersächsischen Samtgemeinde Grafschaft Hoya, stammt vom 17. bis 20. Jahrhundert.
Die Gebäude stehen unter Denkmalschutz (siehe auch Liste der Baudenkmale in Eystrup).

## Geschichte und Beschreibung
Der Vollmeierhof wurde 1600 erwähnt und zunächst belehnt durch die Grafen von Hoya. Besitzer bzw. Eigentümer waren u. a. Dietrich Culemann und Anna Meier (1659), ab 1939 Fritz Kuhlmann und ab 1971 Familie Friedrichs. Er besteht heute (2023) aus:
- dem eingeschossigen Wohn- und Wirtschaftsgebäude von 1659 (Inschrift) als niederdeutsches Hallenhaus in Fachwerk mit Steinausfachungen, einem ziegelgedeckten Krüppelwalmdach und Niedersachsengiebel,
- dem späteren zweigeschossigen massiven verklinkerten Wohnhaus vom Beginn des 20. Jahrhunderts mit zwei risalitähnlichen Flügeln, verbunden durch einen Verbindungstrakt, sowie mit Satteldächern und dezentem Dekor (Ecklisenen, Geschossgesimse, Trauffriese),
- der eingeschossigen Scheune in Fachwerk mit Walmdach
- und mehreren weiteren nicht denkmalgeschützten Nebengebäuden und Anlagen.

Die angrenzenden Wiesen reichen bis zum Mahler See, der sich im Eigentum von Hof 4 und 5 befindet.
Das Niedersächsische Landesamt für Denkmalpflege befand: „… geschichtliche Bedeutung … als Hofanlage mit niederdeutschem Hallenhaus als Hauptbau …“
Die regionaltypischen gewachsenen Hofanlagen Mahlen Nr. 2 bis 6 liegen an der Dorfstraße, die von der Kirche Eystrup bis zur Verkehrstrasse Nienburg–Verden führt.
Auch die Hofanlage Mahlen 3 und die Hofanlage Mahlen 5 sind denkmalgeschützt.
In einer Bildergalerie des Heimatvereins werden die Gebäude gezeigt.